# Stephan Weth
Stephan Weth (* 30. Januar 1956 in Trier) ist ein deutscher Rechtswissenschaftler.

## Ausbildung und akademische Laufbahn
Weth kam als Sohn eines Rechtsanwalts zur Welt. Er besuchte die Grundschule in Kürenz und anschließend das Trierer Friedrich-Wilhelm-Gymnasium, wo er 1974 seine Reifeprüfung ablegte. Im gleichen Jahr nahm er das Studium der Rechtswissenschaften an der Universität des Saarlandes auf. Nach dem ersten Staatsexamen im Jahr 1979 absolvierte er das Referendariat in Rheinland-Pfalz und bestand 1982 das zweite Staatsexamen. Zuvor verlieh ihm die Universität des Saarlandes bereits den Grad eines Lizentiaten des Rechts.
Von 1983 bis 1986 war er wissenschaftlicher Mitarbeiter bei Professor Hanns Prütting in Saarbrücken, danach bis 1994 wissenschaftlicher Mitarbeiter/Assistent am Institut für Verfahrensrecht der Universität zu Köln. Er promovierte 1987 in Saarbrücken summa cum laude mit einer Schrift über die Zurückweisung verspäteten Vorbringens im Zivilprozess, für die ihm der Dr.-Eduard-Martin-Preis verliehen wurde. 1991 erhielt er den vom Land Nordrhein-Westfalen vergebenen Rudolf-von-Bennigsen-Foerder-Preis für innovative Projekte von Nachwuchswissenschaftlern.
1993 habilitierte sich Weth an der Universität zu Köln für die Fächer Bürgerliches Recht, Zivilprozessrecht sowie Arbeitsrecht. Im Februar 1994 wurde er von der Friedrich-Alexander-Universität Erlangen-Nürnberg zum Professor ernannt (Bürgerliches Recht und Sozialversicherungsrecht). Seit April 1995 ist er Professor für Deutsches und Europäisches Prozess- und Arbeitsrecht sowie Bürgerliches Recht in Saarbrücken. Ebenda ist er außerdem Direktor des Instituts für Arbeits- und Sozialrecht sowie seit 2005 Kodirektor des Instituts für Rechtsinformatik. In Jahren 1997/98 hatte er den Vorsitz des rechtswissenschaftlichen Fachbereichs inne, von 2004 bis 2006 war er Studiendekan.
Von 2012 bis 2015 war Weth Dekan der Rechts- und Wirtschaftswissenschaftlichen Fakultät der Universität des Saarlandes.

## Rechtspflege und Politik
In den Jahren 1982 bis 1994 war er als Rechtsanwalt tätig. Seit 2007 ist er Richter am Saarländischen Oberlandesgericht, daneben seit 2008 Richter am Verfassungsgerichtshof des Saarlandes.
Weth ist Mitglied der CDU und Beisitzender des Vorstands des CDU-Stadtverbands Saarlouis. Seit 2000 gehört er dem Stadtrat von Saarlouis an. 

## Werke
- Das arbeitsgerichtliche Beschlussverfahren. München: Beck 1995, ISBN 3-406-39479-5
- Rechtskraftdurchbrechung bei unrichtigen Titeln. Die Rechtsprechung zur Aufhebung sittenwidriger Entscheidungen und ihre Folgen für die Praxis. (gemeinsam mit Hanns Prütting). Köln: O. Schmidt 1994, ISBN 3-504-65300-0
- Die Zurückweisung verspäteten Vorbringens im Zivilprozess. Köln u. a.: Heymann 1988, ISBN 3-452-20984-9